# Keweenaw County
Keweenaw County is een county in de Amerikaanse staat Michigan.
De county heeft een landoppervlakte van 1.401 km² en telt 2.301 inwoners (volkstelling 2000). De hoofdplaats is Eagle River.

## Bevolkingsontwikkeling

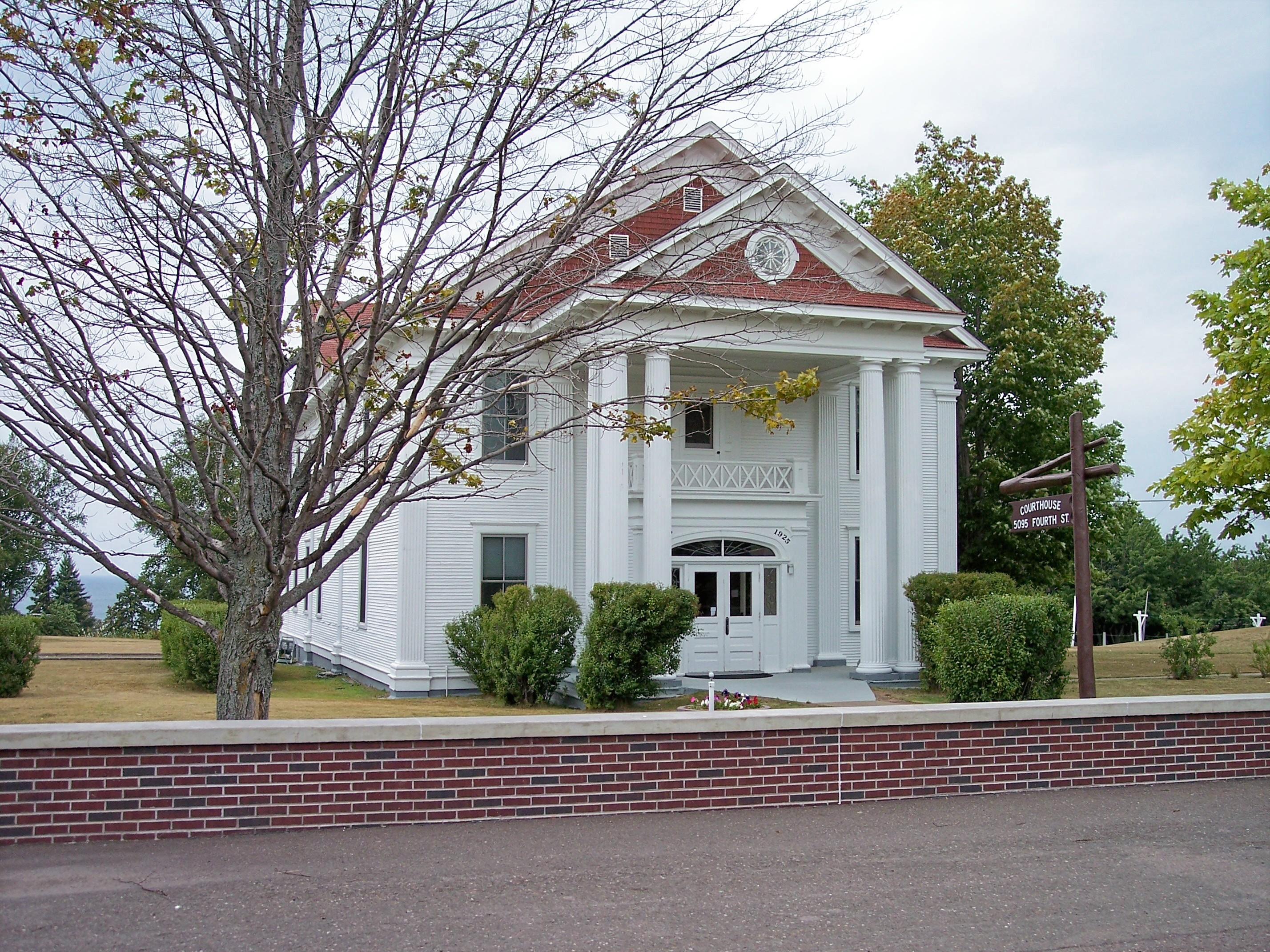
Keweenaw County Courthouse